# Relations entre les pays d'Afrique, Caraïbes et Pacifique et l'Union européenne
Les relations entre les pays d'Afrique, Caraïbes et Pacifique et l’Union européenne reposent sur l'accord de Cotonou signé en 2000, puis l'accord de Samoa.

## Historique
Le premier accord entre l'Union européenne (alors à 27) et les 79 pays d'Afrique, Caraïbes et Pacifique (ACP) est la convention de Lomé. Elle met en place principalement des préférences tarifaires donnant accès à ces pays au marché européen ainsi que des fonds spéciaux destinés à garantir la stabilité des prix à l'achat pour les produits agricoles et miniers.
Elle fut remplacée en juin 2000 par l'accord de Cotonou, signé au Bénin. L'une des principales nouveautés de ce nouvel accord est l'élargissement du partenariat à de nouveaux acteurs tels que la société civile, le secteur privé, les syndicats, les autorités locales... Ceux-ci seront impliqués dans les consultations et la planification des stratégies de développement nationales, auront accès à des ressources financières dédiées et seront impliqués dans le déroulement des programmes.
De nombreux petits États insulaires en développement sont des pays ACP. La convention de Lomé porte une attention particulière à ces dernières : « Concernant les pays ACP dépourvus de littoral ou constituant une île, la coopération sera destinée à concevoir et à encourager les opérations spécifiques pour gérer les problèmes de développement liés leur situation géographique ».
L'accord de Samoa succède à l'accord précédent.

## Institutions

### Conseil des ministres

#### Composition
Le Conseil des ministres se compose, pour l'Union européenne, du Conseil de l'Union européenne et de membres de la Commission et, pour les États ACP, d'un membre du gouvernement de chaque État ACP.

#### Fonctionnement
La présidence est exercée à tour de rôle par un membre du Conseil de l'Union européenne et par un membre du gouvernement d'un État ACP.
Il se réunit une fois par an au minimum à l'initiative du président. Il se réunit chaque fois que cela est nécessaire dans une composition géographique adaptée au sujet.
Le quorum est atteint lorsque la moitié des membres du Conseil de l'Union, un membre de la Commission, et deux tiers des représentants des gouvernements ACP sont réunis.

### Comité des Ambassadeurs
Le Comité des ambassadeurs se compose du représentant permanent de chaque État membre auprès de l’Union européenne et d'un représentant de la Commission pour l'Union européenne, et du chef de mission de chaque État ACP auprès de l'Union européennes.

## Sources

## Compléments